# Fortín Sargento Segundo Estanislao Rodríguez
Fortín Sargento Segundo Estanislao Rodríguez (conocido simplemente como Fortín Sargento Rodríguez) es una localidad paraguaya del Departamento de Boquerón, ubicada al final de la ruta PY09 "Transchaco" en el km 780, en la frontera misma con Bolivia y a unos 782 km de Asunción.
Forma parte administrativamente del municipio de Mariscal Estigarribia, ubicado a unos 250 km de distancia.

## Toponimia
Lleva su nombre actual en homenaje a Estanislao Rodríguez, militar paraguayo que combatió en la Guerra del Chaco.
Su antiguo nombre de Fortín Eliodoro Villazón fue puesto por el ejército boliviano en honor a Eliodoro Villazón, presidente de Bolivia entre 1909 a 1913.

## Historia
Desde 1905 Bolivia empezó a ocupar la región del Chaco Boreal, que estaba en disputa con Paraguay, fundando pequeños fuertes militares conocidos como "fortines". 
En 1931 los bolivianos abrieron caminos desde Carandaity para comunicar sus fortines más importantes de la zona: Algodonal, Villazón, Yrendagüé, Picuiba, La Faye, Garrapatal, Camacho, entre otros. Por lo que el Fortín Eliodoro Villazón fue al comienzo un pequeño puesto militar boliviano, que se encontraba en el camino entre otros fortines más importantes de esta zona.
Desde 1932 hasta 1935 ocurrió la Guerra del Chaco entre Paraguay y Bolivia. El 18 de agosto de 1934 el Fortín Eliodoro Villazón fue conquistado por el ejército paraguayo, luego de la maniobra de Yrendagüé, dirigida por el coronel Eugenio Garay.
En el año 1938 se firmó el Tratado de paz, amistad y límites entre Paraguay y Bolivia, y el Fortín Eliodoro Villazón quedó definitivamente dentro del territorio paraguayo. Tiempo después el lugar fue renombrado como "Fortín Sargento Segundo Estanislao Rodríguez" y sirvió desde entonces como hito fronterizo entre ambos países.

## Demografía
Actualmente la localidad se encuentra muy escasamente poblada, contando con unos 15 habitantes aproximadamente, siendo la mayoría de ellos militares del ejército paraguayo.